# Germaine de Randamie
Germaine de Randamie (Utrecht, Países Bajos; 24 de abril de 1984) es una kickboxer y artista marcial mixta neerlandesa que actualmente compite en la categoría de peso gallo femenino en Ultimate Fighting Championship. de Randamie fue campeona de peso pluma de Ultimate Fighting Championship en una ocasión. Actualmente, de Randamie se encuentra como la peso gallo femenino #1 en los rankings oficiales de UFC y está en la posición #7 en el ranking oficial de las mejores peleadoras femeninas libra-por-libra de UFC.

## Carrera de artes marciales mixtas

### Carrera temprana
De Randamie hizo su debut en las MMA el 19 de diciembre de 2008 en el Revolution Fight Club 2. Se enfrentó a Vanessa Porto y fue derrotada por sumisión en la primera ronda.
El 11 de septiembre de 2010, de Randamie obtuvo su primera victoria en las MMA cuando derrotó a Nikohl Johnson por decisión unánime en el Playboy Fight Night 5.

### Strikeforce
De Randamie debutó para Strikeforce el 29 de enero de 2011 en Strikeforce: Díaz vs. Cyborg contra Stephanie Webber. Ganó la pelea por nocaut en la primera ronda.
De Randamie se enfrentó a Julia Budd en una revancha de una pasada pelea de Muay Thai en Strikeforce Challengers 16: Fodor vs. Terry el 24 de junio de 2011. Fue derrotada por decisión unánime.
El 18 de agosto de 2012, de Randamie se enfrentó a Hiroko Yamanaka en Strikeforce: Rousey vs. Kaufman. Ganó la pelea por decisión unánime (30-27, 30-27, 30-27).

### Ultimate Fighting Championship

#### Peso gallo
El 18 de abril de 2013, se anunció que de Randamie debutaría en la Ultimate Fighting Championship el 27 de julio de 2013.
De Randamie debutó contra Julie Kedzie en el UFC on Fox 8. Ganó la pelea por decisión dividida.
De Randamie se enfrentó a Amanda Nunes en el UFC Fight Night 31 el 6 de noviembre de 2013. Perdió la pelea a través del TKO en la primera ronda.
De Randamie se enfrentó a Larissa Pacheco en el UFC 185 el 14 de marzo de 2015. Ganó la pelea por TKO en la segunda ronda.

#### Peso pluma
De Randamie se enfrentó a la excampeona de peso gallo, Holly Holm, por el Campeonato inaugural de peso pluma femenino el 11 de febrero de 2017 en el UFC 208. Ganó la pelea por decisión unánime. Al final de la segunda y tercera ronda, De Randamie continuó lanzando golpes después de que sonara la bocina. El primero de esos golpes fue una mano derecha que visiblemente tambaleaba a Holm, quien ya había dejado de pelear. El árbitro, sin embargo, no le restó punto en ninguna de las ocasiones, lo que afectó el resultado de la pelea y generó críticas del presidente de UFC, Dana White. De los medios que informaron sobre la pelea, 14 de los 23 medios anotaron la pelea a favor de Holm. Después de la pelea, De Randamie declaró que los golpes después de la bocina no fueron intencionales. En cambio, Holm declaró que creía que los golpes de De Randamie después de la bocina eran intencionales.

#### Despojada de su título de peso pluma
A finales de mayo, De Randamie emitió un comunicado en las redes sociales que planea regresar a la división de peso gallo y rechazó la pelea con Cris Cyborg debido a sus repetidas transgresiones con PED. [21] [22] Su decisión de no querer pelear contra Cyborg atrajo críticas de muchos en los medios de comunicación al afirmar que estaba evitando a Cyborg e ignorando su responsabilidad como campeona para pelear contra todos y cada uno de los retadores. [23] [24] [25] A su vez, la promoción le quitó el título el 19 de junio de 2017, [26] [27] y la reemplazó con Megan Anderson para enfrentar a Cyborg por el Campeonato de Peso Pluma Femenino en el UFC 214; Anderson fue luego reemplazada por el campeón de peso gallo de Invicta FC, Tonya Evinger.

#### Regreso a la división del peso gallo
Se esperaba que De Randamie se enfrentara a Marion Reneau el 2 de septiembre de 2017 en el UFC Fight Night: Struve vs. Volkov. Sin embargo, De Randamie se retiró tras una lesión y fue reemplazada por Talita Bernardo.
Un combate contra Ketlen Vieira fue anunciado para el UFC Fight Night 125 el 3 de febrero de 2018. Sin embargo, el combate fue cancelado pronto debido a una lesión en la mano sufrida por De Randamie.
De Randamie se enfrentó a la ex retadora al título Raquel Pennington en el UFC Fight Night 139 el 10 de noviembre de 2018. Ganó la pelea por decisión unánime.
El 8 de marzo de 2019, de Randamie firmó un nuevo contrato de 6 peleas con UFC.

## Campeonatos y logros
- Ultimate Fighting Championship
  - Campeonato de Peso Pluma Femenino de UFC (Una vez, primera)
  - Actuación de la Noche (Dos veces) vs. Anna Elmose y Julianna Peña.
  - Nocaut más rápido en la historia de la división de peso gallo femenino de UFC (16 segundos, empatada con Ronda Rousey)

## Récord en artes marciales mixtas
| Resultado | Récord | Oponente          | Método                              | Evento                                       | Fecha                    | Ronda | Tiempo | Localización            | Notas                                                         |
| --------- | ------ | ----------------- | ----------------------------------- | -------------------------------------------- | ------------------------ | ----- | ------ | ----------------------- | ------------------------------------------------------------- |
| Derrota   | 10–5   | Norma Dumont      | Decisión (unánime)                  | UFC Fight Night: Allen vs. Curtis 2          | 6 de abril de 2024       | 3     | 5:00   | Las Vegas, Nevada       |                                                               |
| Victoria  | 10–4   | Julianna Peña     | Sumisión técnica (guillotine choke) | UFC on ESPN: Holm vs. Aldana                 | 3 de octubre de 2020     | 3     | 3:25   | Abu Dabi                |                                                               |
| Derrota   | 9–4    | Amanda Nunes      | Decisión (unánime)                  | UFC 245                                      | 14 de diciembre de 2019  | 5     | 5:00   | Paradise, Nevada        | Por el Campeonato de Peso Gallo de Mujeres de UFC.            |
| Victoria  | 9–3    | Aspen Ladd        | TKO (golpe)                         | UFC Fight Night: de Randamie vs. Ladd        | 13 de julio de 2019      | 1     | 0:16   | Sacramento, California  |                                                               |
| Victoria  | 8–3    | Raquel Pennington | Decisión (unánime)                  | UFC Fight Night: Korean Zombie vs. Rodríguez | 10 de noviembre de 2018  | 3     | 5:00   | Denver, Colorado        |                                                               |
| Victoria  | 7–3    | Holly Holm        | Decisión (unánime)                  | UFC 208                                      | 11 de febrero de 2017    | 5     | 5:00   | Brooklyn, Nueva York    | Ganó el Campeonato Inaugural de Peso Pluma de Mujeres de UFC. |
| Victoria  | 6–3    | Anna Elmose       | TKO (rodillazo al cuerpo)           | UFC Fight Night: Overeem vs. Arlovski        | 8 de mayo de 2016        | 1     | 3:46   | Róterdam                |                                                               |
| Victoria  | 5–3    | Larissa Pacheco   | TKO (golpes)                        | UFC 185                                      | 14 de marzo de 2015      | 2     | 2:02   | Dallas, Texas           |                                                               |
| Derrota   | 4–3    | Amanda Nunes      | TKO (codazos)                       | UFC: Fight for the Troops 3                  | 6 de noviembre de 2013   | 1     | 3:56   | Fort Campbell, Kentucky |                                                               |
| Victoria  | 4–2    | Julie Kedzie      | Decisión (dividida)                 | UFC on Fox: Johnson vs. Moraga               | 27 de julio de 2013      | 3     | 5:00   | Seattle, Washington     |                                                               |
| Victoria  | 3–2    | Hiroko Yamanaka   | Decisión (unánime)                  | Strikeforce: Rousey vs. Kaufman              | 18 de agosto de 2012     | 3     | 5:00   | San Diego, California   |                                                               |
| Derrota   | 2–2    | Julia Budd        | Decisión (unánime)                  | Strikeforce Challengers: Fodor vs. Terry     | 24 de junio de 2011      | 3     | 5:00   | Kent, Washington        |                                                               |
| Victoria  | 2–1    | Stephanie Webber  | KO (rodillazo)                      | Strikeforce: Diaz vs. Cyborg                 | 29 de enero de 2011      | 1     | 4:25   | San Jose, California    |                                                               |
| Victoria  | 1–1    | Nikohl Johnson    | Decisión (unánime)                  | Playboy Fight Night 5                        | 11 de septiembre de 2010 | 3     | 5:00   | Los Ángeles, California |                                                               |
| Derrota   | 0–1    | Vanessa Porto     | Sumisión (armbar)                   | Revolution Fight Club 2                      | 19 de diciembre de 2008  | 1     | 3:36   | Miami, Florida          |                                                               |